# Martin Duiven
Jozef Martinus Duiven (Bergen op Zoom, 7 februari 1904 – Winschoten, 12 augustus 1972), was een Nederlandse onderwijzer, publicist en natuurkenner.

## Biografie
Jozef Martinus, of Martin, zoals de meesten hem noemden, was een zoon de boekdrukker Garrelt Duiven en Henderika Strengholt. Martin Duiven was ongehuwd.
Martin Duiven was zo'n briljante leerling dat hij reeds in de vierde klas van de lagere school werd overgeplaatst naar de muloschool. Later stapte hij over naar de HBS, een studie die hij in Winschoten, waarheen zijn ouders waren verhuisd, afrondde. In 1922 behaalde hij zijn onderwijzersakte. Hij werd op 2 juni van dat jaar benoemd tot onderwijzer in Oude Pekela. Van 1941-1969 was hij hoofd van de Hendrik Westerschool aldaar. De kennis van Duiven van de natuur was groot. Ontelbare artikelen verschenen van zijn hand en werden gepubliceerd in onder andere De levende Natuur, De Wandelaar in Weer en Wind, De Vacature, Natura en Le Monde des Plantes.
In de periode 1947-1961 schreef Duiven voor de Winschoter Courant niet minder dan 406 bijdragen over de natuur. Alle bijdragen bevinden zich momenteel in de Universiteitsbibliotheek te Groningen. Hij schreef met name over zijn bevindingen in het eigen gebied en dan bij voorkeur over Westerwolde, waar voor hem bijzonder veel viel te ontdekken. Ook van de archeologie wist Duiven erg veel. Zo ontdekte hij een middeleeuwse veldoven in Veenhuizen en voorts kogelpotaardewerk, waardoor het bewijs geleverd werd van de vroegste bewoning van Oude Pekela vóór de ontginning.
Duiven had een indrukwekkende insectenverzameling en een uitgebreid herbarium Vanaf de oprichting was hij regionaal adviseur van de stichting Het Groninger Landschap, medewerker van de Rijksdienst Oudheidkundig Bodemonderzoek, medewerker van de Volkskunde- en Dialectencommissies van de Koninklijke Nederlandse Akademie van Wetenschappen, medewerker van het dialectenbureau van professor doctor Van Es aan de Rijksuniversiteit te Groningen en medewerker aan de Grote van Dale. Hij vertaalde en bewerkte ontelbare populair-wetenschappelijke boeken die aan de natuur waren gewijd.
Op 25 mei 1962 werden de verdiensten van Duiven erkend door het toekennen van de Heimans en Thijsse Prijs.. De wandelvereniging De Trekvogels uit Oude Pekela organiseert elk jaar de z.g. J. Martin Duiventocht.
De gemeente Oude Pekela kwam op 31 maart 1977 in het bezit van een aantal geologische voorwerpen, zoals fossielen, zwerfstenen en dergelijke, alsmede vier albums van de hand van Duiven. De albums bevatten 700 artikelen over biologische, geologische en archeologische onderwerpen, zoals die in de jaren  1949-1972 in het blad De Vacature zijn verschenen.
Duiven, die 68 jaar is geworden, overleed, na enige dagen ziek te zijn geweest, in het ziekenhuis te Winschoten.